# The Bravest Girl in the South
Pour plus de détails, voir Fiche technique et Distribution.
The Bravest Girl in the South est un film muet américain réalisé par Sidney Olcott, sorti en 1910 avec Gene Gauntier dans le rôle principal. L'histoire se déroule durant la guerre de Sécession.

## Fiche technique
- Titre original : The Bravest Girl in the South
- Réalisateur : Sidney Olcott
- Scénario :
- Photographie :
- Montage :
- Société de production : Kalem Company
- Société de distribution : Kalem Company
- Pays de production :  États-Unis
- Lieu de tournage : Jacksonville (Floride)
- Métrage : 253 mètres (1 bobine)
- Format : Noir et blanc — 35 mm — 1,33:1 — Muet
- Genre : Thriller
- Durée : 8 minutes et 25 secondes
- Date de sortie :
  - États-Unis : 28 avril 1910 (New York)

## Distribution
- Gene Gauntier - Nan

## À noter
- Le film est tourné à Jacksonville en Floride où la Kalem Company a installé un studio.